# 남쪽삼각형자리
남쪽삼각형자리(라틴어: Triangulum Australe, 발음: [traɪˈæŋɡjʊləm ɒsˈtreɪliː])는 남쪽 하늘의 작은 별자리로, 2등급과 3등급의 세 개의 밝은 별이 거의 정삼각형을 이루고 있다.
이 별자리는 대한민국에서는 볼 수 없다.

## 별과 천체
은하수가 부근을 지나며, NGC 6025가 이곳에서 발견되었다.

## 역사
요한 바이어가 1603년 도입하였다.

## 신화

정삼각형

17세기에 만들어진 별자리로, 관련된 신화는 없다.

## 같이 보기
- 삼각형자리